# Oskar Dirlewanger
Oskar Dirlewanger (26. září 1895, Würzburg – 7. června 1945, Altshausen, Württemberg) byl německý důstojník Waffen SS v druhé světové válce. Byl zakladatelem a velitelem SS jednotky „Dirlewanger“. Sloužil zejména v Polsku a Bělorusku a jeho jméno je úzce spjato s některými z nejznámějších válečných zločinů.
Historiky bývá často popisován jako extrémně krutý člověk, „psychopatický vrah a pedofil“ (Steven Zaloga), „násilný sadista“ (Richard Rhodes), „expert ve vyhlazování a oddaný sadista a nekrofil“ (J. Bowyer Bell) a „sadista a nekrofil“ (Bryan Mark Rigg).

## Život

### Mládí a první světová válka
Dirlewanger se narodil 26. září 1895 ve Würzburgu. Byl synem obchodníka a většinu dětství strávil v Esslingenu na Neckaru, kam se jeho rodina přestěhovala v roce 1906. Navštěvoval místní gymnázium (dnes známé jako Georgii-Gymnasium) a Schelztor-Oberrealschule. Maturitu složil v roce 1913.
Dirlewanger narukoval do württemberské armády dne 1. října 1913 a sloužil jako kulometčík u „König Karl“. V rámci této jednotky měl bojovat na západní frontě, kde se zúčastnil německé invaze do Belgie a později bojoval ve Francii. Obdržel Železný kříž první i druhé třídy, přičemž byl šestkrát zraněn, a válku ukončil v hodnosti poručíka, velícího rotě na východní frontě v jižním Rusku a Rumunsku. Po zastavení bojů měl být Dirlewangerův prapor internován v Rumunsku, ale Dirlewanger se rozhodl vrátit svou jednotku do Německa a odvedl 600 mužů ze své roty a dalších jednotek praporu domů.
Podle německého životopisce Knuta Stanga přispěla válka k tomu, že určila Dirlewangerův pozdější život a jeho metody, neboť „jeho amorální osobnost s alkoholismem a sadistickou sexuální orientací byla navíc rozvrácena frontovými zážitky z první světové války a jejím zběsilým násilím a barbarstvím“.
Po válce vstoupil do oddílů Freikorps a víckrát se neúspěšně pokusil o vstup do Schutzstaffel. V roce 1932 se stal členem Hitlerovy NSDAP. V tomto období se seznámil s významným členem nacistické strany G. Bergerem. V rámci Legie Condor se v letech 1936 až 1939 účastnil španělské občanské války, při níž byl několikrát raněn.

### Druhá světová válka
V druhé světové válce dostal za úkol založit jednotku SS z odsouzených zločinců a politických vězňů. Tato jednotka se stala známa pro svoji extrémní brutalitu a nedisciplinovanost. Účinkovala pouze na východní frontě. Účastnila se potlačení Varšavského povstání i akcí proti SNP. Jednotka pod jeho vedením spáchala řadu válečných zločinů, mezi nejznámější patří vypálení běloruské vesnice Chatyň či masakr ve varšavských čtvrtích Wola a Ochota. Byl prvním velitelem 36. divize granátníků SS, která vznikla z brigády Dirlewanger. Jednotce však velel pouze krátce, protože na druhý den po oficiálním vzniku jednotky byl těžce raněn a evakuován z fronty.
K obviněním z Dirlewangerovy nekrofilie se vyjádřil historik Tim Heath, který uvedl, že přestože jeho kariéru charakterizuje „znásilňování dětí, vraždy, perverze, sadismus a alkoholismus,“ nebyl mu prokázán žádný důkaz o nekrofilii a že „lze pouze předpokládat, že takové domněnky jsou výsledkem literární fabulace.“ Navzdory tomu Heath prohlašuje, že Dirlewanger byl „živoucím ztělesněním zla a zvrácenosti a veškerým důkazem, že monstra existují“

### Zatčení a smrt
Dirlewanger byl zatčen ve Francouzské okupační zóně 1. června 1945 u města Altshausen v Horním Švábsku, když měl na sobě civilní oblečení, používal falešné jméno a skrýval se v odlehlé lovecké chatě. Byl poznán bývalým židovským vězněm koncentračního tábora a převezen do vazební věznice. Zemřel údajně kolem 7. června 1945 v zajateckém táboře v Altshausenu, pravděpodobně v důsledku špatného zacházení. O povaze jeho smrti existuje řada protichůdných zpráv: Francouzi tvrdili, že zemřel na infarkt a byl pohřben v neoznačeném hrobě. Podle jiné verze ho v táboře ubili na smrt polští vojáci (bili ho každý den, dokud neupadl do bezvědomí), kteří se mu tak chtěli pomstít za jeho brutalitu při potlačovaní Varšavského povstání.
Zprávy o tom, že po válce sloužil ve francouzské cizinecké legii, se nepotvrdily. V roce 1960 byly jeho ostatky exhumovány a tvrzení o legii byla vyvrácena.

## Shrnutí kariéry u SS

### Data povýšení
- Einjährig-Freiwilliger – 1. říjen, 1913
- Unteroffizier – 27. červenec, 1914
- Vizefeldwebel – 24. prosinec, 1914
- Leutnant der Reserve – 14. duben, 1915
- Oberleutnant der Reserve a. D. – 30. prosinec, 1918
- SA-Scharführer – 2. srpen, 1932
- SA-Truppführer – 4. srpen, 1933
- SA-Sturmführer – 9. listopad, 1933
- SS-Mann – 24. červen, 1939/1940
- SS-Obersturmführer der Reserve – 1. červenec, 1940
- SS-Hauptsturmführer der Reserve – 19. srpen, 1940
- SS-Sturmbannführer der Reserve 1940
- SS-Obersturmbannführer der Reserve 1940
- SS-Standartenführer der Reserve 1941/1942
- SS-Oberführer der Reserve – 12. srpen, 1943/1944

### Významná vyznamenání
- Rytířský kříž železného kříže – 30. září, 1944
- Německý kříž ve zlatě – 5. prosinec, 1943
- Spona za boj zblízka v bronzu – 19. březen, 1943
- Pruský železný kříž I. třídy – 13. červenec, 1918
- Pruský železný kříž II. třídy – 5. květen, 1915
- Spona k pruskému železnému kříži I. třídy – 16. září, 1942
- Spona k pruskému železnému kříži II. třídy – 24. květen, 1942
- Zlatá württemberská medaile za zásluhy – 4. říjen, 1915
- Útočný odznak pěchoty ve stříbře – červen, 1943
- Odznak Za boj proti partyzánům ve stříbře – 1944
- Španělský kříž ve stříbře s meči
- Španělský vojenský záslužný kříž
- Španělská pamětní medaile na občanskou válku
- Odznak za zranění v černém – 30. duben, 1918
- Odznak za zranění ve zlatě – 9. červenec, 1943
- Kříž cti
- Služební vyznamenání NSDAP v bronzu
- Čestný prýmek starého bojovníka
- Medaile východních národů I. třídy ve stříbře – 10. listopad, 1942
- Medaile východních národů II. třídy ve stříbře – 9. říjen, 1942
- Slovenský vítězný kříž I. třídy s meči